# Ciclo glutamato-glutamina
Em bioquímica, o ciclo glutamato-glutamina é uma sequência de eventos pelos quais um suprimento adequado do neurotransmissor glutamato é mantido no sistema nervoso central. Neurônios não são capazes de realizar novas sínteses  do neurotransmissor glutamato e ácido γ-aminobutírico (GABA) da glucose. Descobertas de glutamina e glutamato em compartimentos intercelulares levaram a sugestões do ciclo de glutamato-glutamina entre neurônios e astrócitos. O ciclo de glutamato/GABA-glutamina é uma via metabólica que descreve a liberação de glutamato ou GABA a partir de neurônios que são então capturados em astrócitos (células gliais em forma de estrela). Em contrapartida, os astrócitos libertam glutamina para ser absorvida pelos neurônios para utilização como precursor da síntese de glutamato ou GABA.